# Åke Sagrén
Karl Åke Sagrén, född den 26 januari 1935 i Motala församling i Östergötlands län, död den 12 december 2022 i Täby distrikt i Stockholms län, var en svensk militär (generallöjtnant) och departementsråd.

## Biografi
Sagrén avlade studentexamen 1955 och officersexamen som fänrik 1958. Han befordrades till löjtnant 1960 och till kapten 1966. Han genomgick Militärhögskolans högre kurs 1967–1969. Sagrén tjänstgjorde vid Livgrenadjärregementet (I 4) och Arméns jägarskola 1958–1967. Han tjänstgjorde därefter vid Arméstaben 1969–1973, befordrades till major 1972, tjänstgjorde vid Östra militärområdet 1973–1976, befordrades till överstelöjtnant 1974, tjänstgjorde vid Försvarsstaben 1976–1982, befordrades till överste 1980 och till överste 1. graden 1982. Sagrén var chef för Västernorrlands regemente (I 21) och Sollefteå armégarnison 1982–1983 samt chef för Västernorrlands regemente (I 21) och försvarsområdesbefälhavare i Västernorrlands försvarsområde (Fo 23) 1983–1984. Sagrén befordrades till generalmajor 1984 och var departementsråd i Försvarsdepartementet 1984–1986. Han var stabschef vid Övre Norrlands militärområde 1986–1988, befordrades till generallöjtnant 1988 och var militärbefälhavare för Övre Norrlands militärområde 1988–1990, chef för armén 1990–1994 och chef för arméledningen 1994–1996.
Sagrén var sekreterare i 1974 års försvarsutredning och expert i 1978 års försvarskommittée. Han var styrelseordförande i Föreningen Armé- Marin- och Flygfilm 1996–2001, ordförande i Försvarsfrämjandet från 2000 till dess nedläggning 2004 och hedersgeneralsekreterare i Hemvärnsbefälets Riksförbund. 
Sagrén invaldes 1978 som ledamot av Kungliga Krigsvetenskapsakademien.

### Hästincidenten
I slutet av 1994 erbjöds Sagrén en hedersgåva av sin pakistanske kollega, general Abdul Waheed Kakar, som han nyss besökt. Gåvan bestod av tre fullblodshästar, i åldern fem år, som var lämpliga att ingå i den beridna kungliga vaktparaden i Stockholm. Det rådde dock svenskt importförbud av hästar från Asien och från Utrikesdepartementet (UD) fick Sagrén veta att "Det vore en skymf mot Pakistan att vägra" en gåva bestående av hästar. Efter ha ordnat karantän i Estland hämtades hästarna Tez, Sardar och Sher Dil med ett svenskt Herculesplan från Islamabad. Esterna backade dock ut och transporten slutade i Stockholm och hästarna stallades i hemlighet. I Sverige avlivades rashästarna efter en kort tid och Jordbruksverket gav ordern att de slaktade djuren skulle brännas.

### Familj
Åke Sagrén var son till ingenjör Karl Sagrén och Annie Myrman. Han var bror till arkitekten Rune Sagrén. Åke Sagrén var från 1982 till sin död gift med Yvonne Öström (född 1947).